# Telmatobius yuracare
Espèce
Statut de conservation UICN

 CR B1ab(iii) : 
En danger critique
Telmatobius yuracare est une espèce d'amphibiens de la famille des Telmatobiidae.

## Répartition
Cette espèce est endémique de l'Est des Andes boliviennes. Elle se rencontre entre 2 000 et 3 000 m d'altitude entre la province de Chapare dans le département de Cochabamba et la province de Manuel María Caballero dans le département de Santa Cruz.
En février 2018, il ne reste qu'un individu mâle connu, en captivité au Muséum d'histoire naturelle de Cochabamba en Bolivie. Une souscription est alors lancée afin de financer des expéditions pour lui trouver une femelle et ainsi éviter l'extinction de l'espèce.

## Étymologie
Cette espèce est nommée en l'honneur des Yuracaré.

## Publication originale
- De la Riva, 1994 : A New Aquatic Frog of the Genus Telmatobius (Anura: Leptodactylidae) from Bolivian Cloud Forests. Herpetologica, vol. 50, no 1, p. 38-45.